# 精神药物公约
《精神药物公约》（下简称《公约》）是一项控制苯丙胺、LSD等精神药物的联合国公约，1971年2月21日于奧地利维也纳签署通过。1961年制定的《麻醉品单一公约》（下简称《单一公约》）无法禁止新出现的精神类药物，它所禁止的只有有限的古柯、大麻及鴉片衍生物。
该公约界定了精神药物的范围，规定了精神药物的管制措施，并规定了对违反公约的处罚方法。

## 缔约国
直到2018年2月,该公约共有184个缔约国。其中包括联合国中的182个国家, 以及 圣座 与 巴勒斯坦. 联合国中未在此条约中的11个国家分别为：东帝汶、赤道几内亚、海地、基里巴斯、利比里亚、瑙鲁、萨摩亚、所罗门群岛、南苏丹、图瓦卢与瓦努阿图。利比里亚已签署该条约，但尚未批准。 

## 受管制物质附表
附表及其中现有物质的清单可在国际麻醉品管制局的网站上找到。
该条约包括了四份受管制物质的附表，从附表一（加以最严格限制）到附表四（加以最宽松限制）。条约附有一份精神药物清单及其相应附表，但其中并未对每个附表中所包含的物质的共有特征进行正式描述，与之不同的是，1970年的美国受管制物质法案则对其中的每个附表都提供了具体的分类标准。 一份2002年欧洲议会报告与一份1996年联合国毒品和犯罪问题办公室（简称UNODC）的报告，对国际附表做了如下的描述：
- 附表 I 包括被认为对公众健康造成严重威胁的药物，其医疗价值尚未得到麻醉药品委员会的承认。这些物质包括四氢大麻酚的同分异构体[5]，人造致幻剂诸如LSD以及天然致幻剂诸如某些色胺取代物 。 苯丙胺类兴奋剂诸如卡西酮、MDA，与 MDMA (摇头丸) 也在此附表之下。[3]
- 附表 II 包括某些具有治疗用途的安非他命类兴奋剂（简称ATS），比如 delta-9-THC, 苯丙胺与甲基苯丙胺.[3]
- 附表 III 包括一些药效中等或更强的巴比妥类药物，它们虽有临床价值但被严重滥用；具有强镇静作用的苯二氮卓类药物，如氟硝西泮和一些镇痛药，如丁丙诺啡。此类别中唯一的ATS是去甲伪麻黄碱[3]
- 附表 IV 包括一些诸如苯巴比妥的弱效巴比妥类药物以及其他安眠药，抗焦虑药，其他苯二氮卓类药物，以及一些弱效兴奋剂(如莫达非尼和阿莫达非尼)。超过12种ATS被归为此类，包括取代苯丙胺化合物芬特明.[3]

一份1999年UNDOC的报告提醒，附表I在管理制度上与其他三个附表完全不同：附表I大多包含非法制取的致幻剂类药物（比如LSD），而其他三个附表大多是合法生产的药物。尽管此报告 声称公约的附表一管制比《单一公约》所规定的更为严格，但这一论点似乎与2002年加拿大参议院 和 2003年欧盟议会的报告相矛盾。
虽然《公约》中没有《单一公约》规定的估计数和其他控制措施，但国际麻醉品管制局纠正了这一遗漏——要求缔约国提交公约没有要求的信息和统计数据，并利用各个有机药物生产国最初的积极回应来说服其他国家效仿。 不仅如此,《公约》确实对附表 I 物质的进出口施加了更严格的限制。1970年的 禁毒公报 说明：
在麻醉品条约下，对LSD、麦斯卡林等的管制比吗啡更严格。条约第七条规定, 这类物质只有在出口商和进口商都是政府当局、政府机构或为此目的特别授权的机构时，才能在国际贸易中运输；除了这种非常严格的供应商和接收方标识之外，每种情况下的出口和进口授权也是严格的.
1. ↑  Convention on Psychotropic Substances: Treaty status 的存檔，存档日期31 March 2016..
2. ↑   (技术报告) 28. International Narcotics Control Board. January 2018  [20 March 2018]. （原始内容存档于15 March 2018）.
3. 1 2 3 4 5 6   (PDF). United Nations Office on Drugs and Crime: 5.   [11 September 2015]. （原始内容存档 (PDF)于5 March 2016）.
4. ↑  Kathalijne Maria Buitenweg. . 6 October 2003  [15 April 2006]. （原始内容存档于4 March 2006）.
5. ↑   (PDF) (技术报告) 1018. World Health Organization. June 2018  [9 July 2019]. （原始内容存档 (PDF)于29 April 2020）.
6. ↑  Bayer, I.; H. Ghodse. . 1999  [15 April 2006]. （原始内容存档于13 January 2006）. 已忽略未知参数|df= (帮助)
7. ↑  Kathalijne Maria Buitenweg.  (PDF). Committee on Citizens' Freedoms and Rights, Justice and Home Affairs, European Parliament. 24 March 2003  [15 April 2006].[永久]
8. ↑  . United Nations Office on Drugs and Crime. 1 January 2005  [15 April 2006]. （原始内容存档于13 January 2006）. 已忽略未知参数|df= (帮助)
9. ↑  . United Nations Office on Drugs and Crime. 1 January 1970  [15 April 2006]. （原始内容存档于13 January 2006）. 已忽略未知参数|df= (帮助)